# Cantone di Duclair
Il Cantone di Duclair era una divisione amministrativa dell'arrondissement di Rouen.
È stato soppresso a seguito della riforma complessiva dei cantoni del 2014, che è entrata in vigore con le elezioni dipartimentali del 2015.
Comprendeva i comuni di
- Anneville-Ambourville
- Bardouville
- Berville-sur-Seine
- Duclair
- Épinay-sur-Duclair
- Hénouville
- Jumièges
- Mauny
- Le Mesnil-sous-Jumièges
- Quevillon
- Sainte-Marguerite-sur-Duclair
- Saint-Martin-de-Boscherville
- Saint-Paër
- Saint-Pierre-de-Varengeville
- Le Trait
- Yainville
- Yville-sur-Seine